# Phenacomys
Phenacomys is een geslacht van zoogdieren uit de  familie van de Cricetidae. De wetenschappelijke naam van het geslacht werd in 1889 gepubliceerd door Clinton Hart Merriam. 

## Soorten
Er worden 2 soorten in dit geslacht geplaatst:
- Phenacomys intermedius Merriam, 1889
- Phenacomys ungava Merriam, 1889